# BNXT League Rising Star of the Year
De BNXT League Rising Star of the Year is een jaarlijkse basketbalprijs in de BNXT League die wordt uitgereikt aan de beste speler onder de 21 jaar. De prijs werd voor het eerst uitgereikt met de start van de BNXT League in het seizoen 2021/22.

## Erelijst
| Seizoen | België            | België | België         |                    | Nederland | Nederland                  | Nederland | Ref. |
| Seizoen | Speler            | Pos.   | Club           | Speler             | Pos.      | Club                       |           | Ref. |
| ------- | ----------------- | ------ | -------------- | ------------------ | --------- | -------------------------- | --------- | ---- |
| 2021/22 | Haris Bratanovic  | C      | BC Oostende    | Sander Hollanders  | SG        | Basketbal Academie Limburg | [ 1 ]     |      |
| 2022/23 | Thijs De Ridder   | SF     | Antwerp Giants | Oshean Brathwaite  | SF        | Basketbal Academie Limburg | [ 2 ]     |      |
| 2023/24 | Jo Van Buggenhout | G      | Antwerp Giants | Jibbe Sicking      | F         | Zorg en Zekerheid Leiden   | [ 3 ]     |      |
| 2024/25 | Noah Meeusen      | G      | BC Oostende    | Matthijs Verhallen | G         | Den Helder Suns            | [ 4 ]     |      |

## Winnaars per club
| België | België         | België     |        | Nederland                  | Nederland  | Nederland |
| Aantal | Club           | Jaren      | Aantal | Club                       | Jaren      |           |
| ------ | -------------- | ---------- | ------ | -------------------------- | ---------- | --------- |
| 2      | Antwerp Giants | 2023, 2024 | 2      | Basketbal Academie Limburg | 2022, 2023 |           |
| 2      | BC Oostende    | 2022, 2025 | 1      | Zorg en Zekerheid Leiden   | 2024       |           |
|        |                |            | 1      | Den Helder Suns            | 2025       |           |